# SG Stahl Brandenburg
Die SG Stahl Brandenburg ist ein Sportverein in der Stadt Brandenburg an der Havel. Sie entstand nach Änderung der Rechtsform aus der vormaligen BSG Stahl Brandenburg. Bedeutende Abteilungen früherer Jahrzehnte waren beispielsweise der Fußball und der in der höchsten Spielklasse, der Oberliga spielende Handball. 2015 sind die Abteilungen Behindertensport, Bowling, Billard, Tischtennis, Kraftsport, Flossenschwimmen, Gymnastik und Rugby dem Verein angegliedert.

## Geschichte
Die 1950 gegründete BSG Stahl Brandenburg war eine der größten Betriebssportgemeinschaften der DDR mit zeitweise über 2.000 Mitglieder und mehr als fünfzehn Sektionen. Viele der ehemaligen Sektionen wurden im Zuge der Wende in der ehemaligen DDR aufgelöst oder gliederten sich aus. Der Verein SG Stahl Brandenburg wurde am 6. Juli 1990 in das Vereinsregister eingetragen.

## Abteilungen

### Rugby

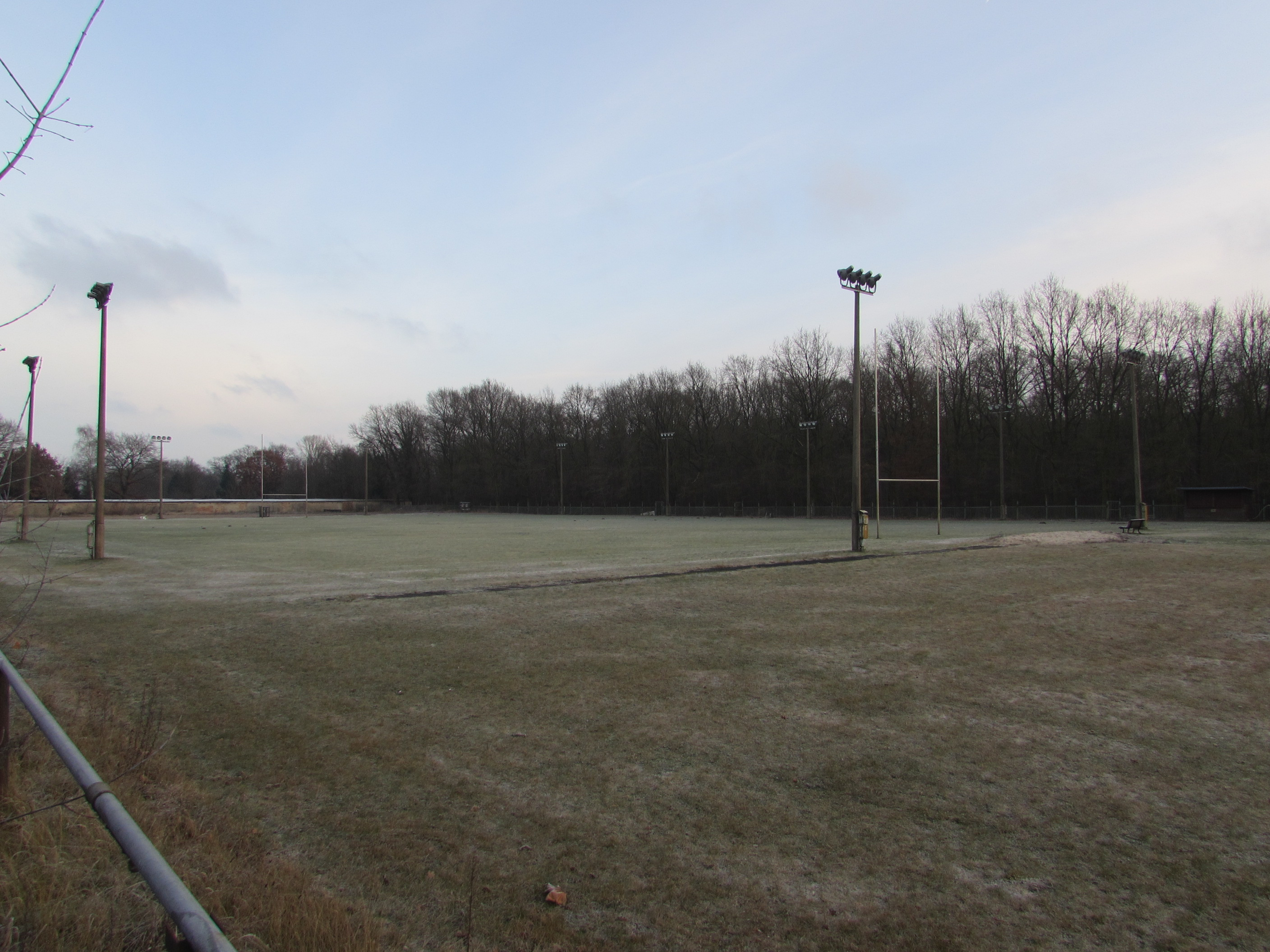
Rugbyfeld auf dem Medizinsportplatz

Im Zuge eines Länderspiels zwischen der Nationalmannschaft der DDR und dem Team Rumäniens am 12. Oktober 1958 auf dem Werner-Seelenbinder-Sportplatz in Brandenburgs Stadtteil Nord, dem mehr als 3000 Zuschauer beiwohnten und in dem die DDR ihr einziges Unentschieden in ihrer Länderspielgeschichte gegen die Rumänen erzielte, wurde eine Sektion Rugby an der damaligen Thälmannwerft gegründet. Im Jahr 1959 schloss sich die neugegründete Sportabteilung der BSG Motor Nord Brandenburg, der Betriebssportgemeinschaft der Werft an. Da die Thälmannwerft im Jahr 1962 geschlossen und in diesem Zusammenhang die BSG Motor Nord aufgelöst wurde, mussten sich die Rugbyspieler einen neuen Heimatverein suchen und traten so der BSG Stahl Brandenburg bei. 1975 gewann die Jugendmannschaft Stahls die DDR-Meisterschaft.
Mit dem Beginn der 1980er wurde der Medizinsportplatz hinter der damaligen Bezirksnervenklinik zu einem Rugbyplatz umgebaut und ist seitdem Heimstätte der Abteilung. Das Team spielte zu dieser Zeit in der ersten, der Oberliga der DDR. Ihren größten Erfolg erzielte Stahl Brandenburg in der Saison 1987/88 unter dem damaligen Trainer Gerd Wendler, als man hinter Stahl Hennigsdorf Zweiter und somit DDR-Vizemeister werden konnte und sich als Spitzenmannschaft etablierte. In dieser Zeit waren sechs Spieler Mitglieder der Rugby-Union-Nationalmannschaft der DDR. Diese kamen zusammen auf 66 Länderspieleinsätze. Die meisten Länderspieleinsätze hatten die Brüder Helmut Busse (34 Spiele) und Torsten Busse (22 Spiele). Silvio Wicht kam auf vier Einsätze. Zweieinhalb Jahre später, im Jahr 1990 wurden die A-Schüler unter dem Trainergespann Holger Thomas und Reiner Hermann letzter Meister der DDR.
Mit der politischen Wende verließen viele Spieler den Verein oder beendeten ihre sportliche Laufbahn. Dies wurde zu einem derartigen Problem, dass man über die Auflösung der Abteilung Rugby nachdachte. Es folgte eine schrittweise Konsolidierung, sodass in der Spielzeit 1999/2000 nach einem zweiten Platz in der Regionalliga Ost und einer folgenden erfolgreichen Qualifikationsrunde der Sprung in die 2. Bundesliga gelang. Wichtiger Spieler jener Zeit war der vom USV Potsdam nach Brandenburg gewechselte ehemalige Nationalspieler Jens Riechers. Brandenburg konnte sich zwei Spielzeiten in der Liga halten, ehe der Abstieg zurück in die Regionalliga folgte. Auch nahm man in den beiden Zweitligajahren am DRV-Pokal teil, schied aber jeweils in der ersten Pokalrunde aus. Nach drei Spielzeiten in der Regionalliga entschied man 2004/05 die Meisterschaftsrunde der Regionalligen im Nordosten für sich und konnte somit den Wiederaufstieg in die 2. Bundesliga feiern. In der darauf folgenden Spielzeit wurde Brandenburg nach Siegen gegen die anderen brandenburgischen Zweitligavereine Hennigsdorf, Potsdam und Hohen Neuendorf in der Endabrechnung Fünfter und schaffte sicher den Klassenerhalt. Dies war zugleich die beste Platzierung der Nachwendezeit, die Brandenburg erzielen konnte. Eine Spielzeit später, 2007, wurde man abgeschlagen Letzter der 2. Bundesliga Nord und stieg wieder in die Regionalliga ab. Seit diesem Abstieg verschlechterte sich Brandenburg sportlich von Saison zu Saison und spielt trotz Ligareform, die eine Aufstockung der Bundesligen und in diesem Zusammenhang ein Abziehen von gegnerischen Mannschaften aus den unteren Ligen in die 1. und 2. Bundesliga mit sich brachte, im unteren Bereich der Regionalliga Ost.
Erfolge
- DDR-Oberliga: 2. Platz 1988

### Flossenschwimmen
Die Gründung einer Sektion Tauchsport in Brandenburg an der Havel geht auf das Jahr 1960 zurück. Damals lief die heutige Sektion als Grundorganisation der Gesellschaft für Sport und Technik. Nachdem die GST im Jahr 1989 aufgelöst worden war, mussten sich die Taucher und Flossenschwimmen neu orientieren. Statt einen eigenständigen Verein zu gründen, schloss man sich der SG Stahl Brandenburg an. Die Sektion wurde Mitglied im Verband Deutscher Sporttaucher und entwickelte sich zu einem im nationalen und internationalen Maßstab sehr guten Verein. So erzielten Brandenburger Taucher und Flossenschwimmer gute Platzierungen bei Welt-, Europa- und deutschen Meisterschaften. Aufgrund der erfolgreichen Arbeit der Abteilung entschloss sich der Landessportbund in Brandenburg einen Landesleistungsstützpunkt zu etablieren. Aufgrund der hervorragenden Nachwuchsarbeit wurde die Abteilung 2000 mit dem Grünen Band für vorbildliche Talentförderung im Verein ausgezeichnet.

### Tischtennis
Anfang 1950 gründeten sportinteressierte Arbeiter des Stahl- und Walzwerk Brandenburg die Sektion Tischtennis in der BSG Stahl Brandenburg. 1964 brannte die Sporthalle der Abteilung an der Gördenbrücke vollständig aus. Drei Jahre später konnte nach Umbau Räume in der ehemaligen Opelkantine, die heutige Sporthalle an der Gördenbrücke in Betrieb genommen werden. In der Folge etablierte sich die Sektion und Tischtennisspieler von Stahl Brandenburg gehörten zu den Besten des Bezirkes Potsdam. So erzielte man die größten Erfolge in den 1970er Jahren. In einer Saison gelang es der BSG sogar alle Einzel- und Mannschaftstitel des Bezirkes zu erringen. Im Nachwuchsbereich gehörte Stahl Brandenburg zu den nationalen Spitzenvereinen. Vor der politischen Wenden fanden in Brandenburg auch regelmäßig Länderspiele, DDR-Meisterschaften, Bezirksmeisterschaften und Leistungsklassenturniere statt. Mit der politischen Wende 1989/90 hatte die Abteilung Tischtennis etwa 85 Mitglieder. In den folgenden Jahren wuchs diese Zahl auf etwa 100 an, wovon 40 Prozent im Kinder- und Jugendbereich trainierten. 13 Mannschaften nahmen zwischenzeitlich am aktiven Wettkampfbetrieb teil. Derzeit sind es zehn Teams.

### Boxen
Von Sportlern der Sektion Boxen wurden zu Beginn der 1950er Jahre einige nationale Meisterschaften gewonnen. 1951 gewann H. Daberkow Gold im Halbweltergewicht. Conrad Gutschmidt gewann im selben Jahr den Titel in der Gewichtsklasse Bantamgewicht. Drei Jahre später konnte er seinen Erfolg in der Gewichtsklasse Halbweltergewicht wiederholen. Zur darauf folgenden Saison verließ er Brandenburg und schloss sich der BSG Stahl Riesa an, wo er mit weiteren Meisterschaften an bisherige Leistungen anknüpfen konnte. Nicht zu verwechseln ist er mit dem Boxer Guthschmidt, der 1953 im Leichtgewicht für die BSG Empor Brandenburg startend Silber gewann.

## Ehemalige Abteilungen

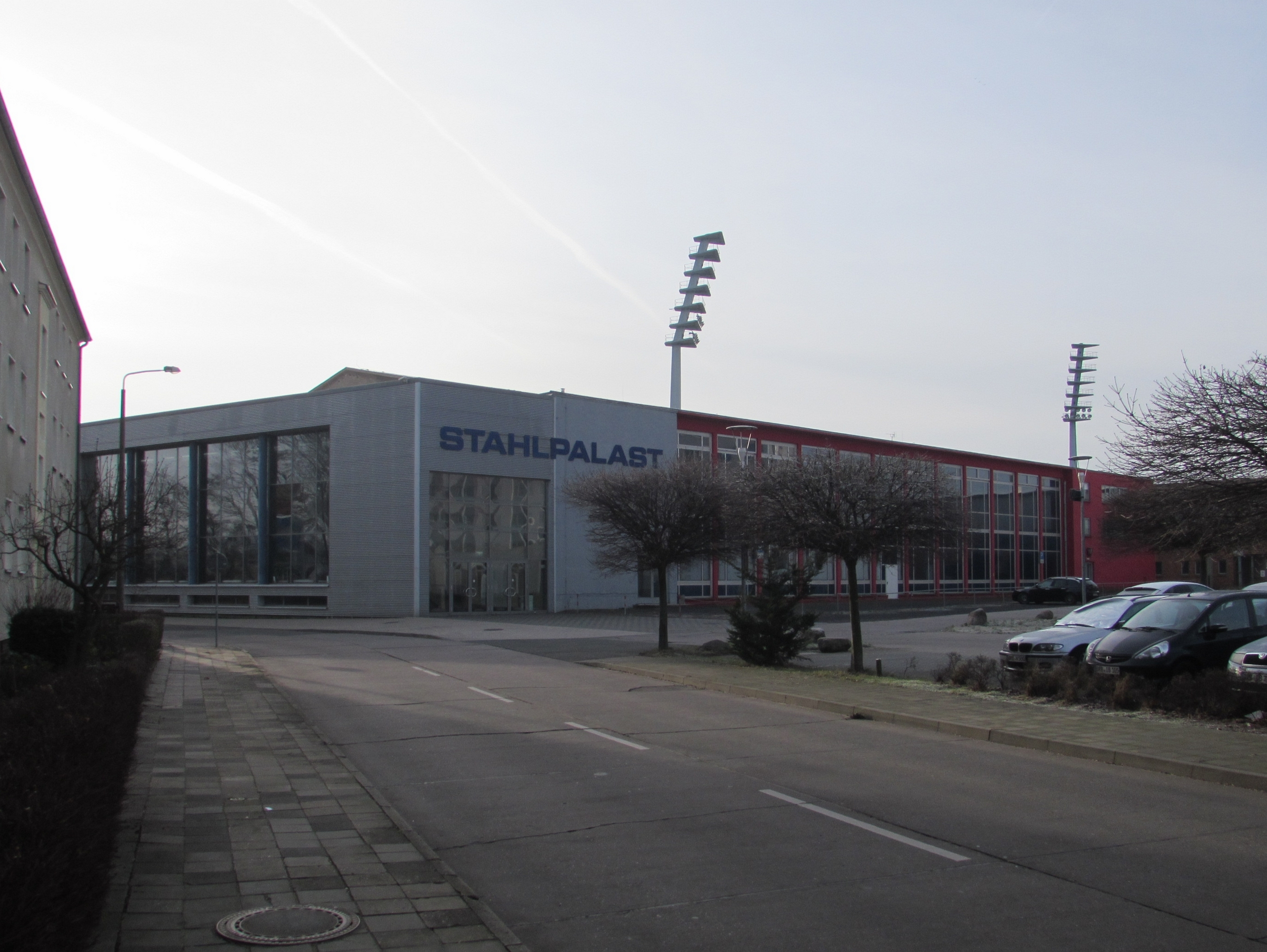
Stahlpalast, die ehemalige Stahlsporthalle, in der die Handballoberligaspiele ausgetragen wurden

Ehemalige Sektionen der SG Stahl Brandenburg beziehungsweise der BSG Stahl Brandenburg waren beispielsweise Fußball, Handball, Segeln und Kanu. Die Fußballer spielte in den 1980er Jahren erstklassig in der DDR-Oberliga und in der Saison 1986/87 im UEFA-Cup. Heimstätte war das Stahlstadion beziehungsweise Stadion am Quenz. Nach der politischen Wende trennten sich die Fußball- und die Handballabteilung vom Gesamtverein und firmierte in der Folge als selbständiger BSV Stahl Brandenburg.
Die Handballmannschaft der BSG Stahl Brandenburg und der BSG Stahl Kirchmöser spielte in der zweiten Hälfte der 1980er Jahre erstklassig in der Handball-DDR-Oberliga. Das Team trug seine Heimspiele in der Stahlhalle aus. Mit den Fußballern gliederte sich die Abteilung im Jahr 1990 dem neu gründeten den BSV Stahl Brandenburg an. Segeln und Kanu waren ebenfalls erfolgreiche Sektionen, die Medaillen bei nationalen Titelkämpfen erringen konnten, nach der Wende jedoch den Gesamtverein verließen.